# Байола (Каліфорнія)
Байола (англ. Biola) — переписна місцевість (CDP) в США, в окрузі Фресно штату Каліфорнія. Населення — 1427 осіб (2020).

## Географія
Байола розташована за координатами 36°48′0″ пн. ш. 120°1′16″ зх. д. / 36.80000° пн. ш. 120.02111° зх. д. (36.799938, -120.021038).  За даними Бюро перепису населення США в 2010 році переписна місцевість мала площу 1,68 км², уся площа — суходіл. В 2017 році площа становила 1,38 км², уся площа — суходіл.

### Клімат
| Клімат : Байола       | Клімат : Байола | Клімат : Байола | Клімат : Байола | Клімат : Байола | Клімат : Байола | Клімат : Байола | Клімат : Байола | Клімат : Байола | Клімат : Байола | Клімат : Байола | Клімат : Байола | Клімат : Байола | Клімат : Байола |
| Показник              | Січ.            | Лют.            | Бер.            | Квіт.           | Трав.           | Черв.           | Лип.            | Серп.           | Вер.            | Жовт.           | Лист.           | Груд.           | Рік             |
| Середній максимум, °C | 11,7            | 16,1            | 19,4            | 23,9            | 28,9            | 33,3            | 36,7            | 35,6            | 32,8            | 26,7            | 18,9            | 12,8            | 25,0            |
| Середній мінімум, °C  | 2,2             | 3,9             | 5,6             | 7,2             | 10,6            | 13,9            | 16,1            | 15,6            | 12,8            | 8,3             | 4,4             | 1,7             | 8,3             |
| Норма опадів, мм      | 51              | 48              | 46              | 28              | 10              | 3               | 0               | 0               | 3               | 15              | 30              | 46              | 279             |
| Днів з опадами        | 8               | 7               | 7               | 4               | 2               | 1               | 0               | 0               | 1               | 2               | 5               | 7               | 44              |
| --------------------- | --------------- | --------------- | --------------- | --------------- | --------------- | --------------- | --------------- | --------------- | --------------- | --------------- | --------------- | --------------- | --------------- |
| Джерело: Weatherbase  |                 |                 |                 |                 |                 |                 |                 |                 |                 |                 |                 |                 |                 |

## Демографія
Згідно з переписом 2010 року, у переписній місцевості мешкали 1623 особи в 342 домогосподарствах у складі 318 родин. Густота населення становила 968 осіб/км².  Було 351 помешкання (209/км²).
Расовий склад населення:
| - 31,4 % — білих - 19,5 % — азіатів - 2,6 % — корінних американців - 0,4 % — чорних або афроамериканців - 0,1 % — вихідців з тихоокеанських островів - 42,6 % — осіб інших рас |

До двох чи більше рас належало 3,3 %. Частка іспаномовних становила 73,7 % від усіх жителів.
За віковим діапазоном населення розподілялося таким чином: 38,3 % — особи молодші 18 років, 55,2 % — особи у віці 18—64 років, 6,5 % — особи у віці 65 років та старші. Медіана віку мешканця становила 23,8 року. На 100 осіб жіночої статі у переписній місцевості припадало 102,4 чоловіків;  на 100 жінок у віці від 18 років та старших — 102,0 чоловіків також старших 18 років.
Середній дохід на одне домашнє господарство  становив 36 063 долари США (медіана — 29 250), а середній дохід на одну сім'ю — 37 828 доларів (медіана — 32 054). За межею бідності перебувало 36,1 % осіб, у тому числі 51,6 % дітей у віці до 18 років та 3,8 % осіб у віці 65 років та старших.
Цивільне працевлаштоване населення становило 294 особи. Основні галузі зайнятості: сільське господарство, лісництво, риболовля — 27,2 %, мистецтво, розваги та відпочинок — 21,4 %, освіта, охорона здоров'я та соціальна допомога — 18,4 %.